# Benifallim
Benifallim è un comune spagnolo situato nella comunità autonoma Valenciana.